# イェンス・スコウ
イェンス・スコウ（Jens Christian Skou、1918年10月8日 - 2018年5月28日）は、デンマークの化学者。ナトリウム-カリウムポンプに関する研究に対して、1997年にノーベル化学賞が授与された。

## 来歴
スコウはデンマーク中央ユラン地域のレムビの町の裕福な家庭に生まれた。父親のマグヌス・マルティヌス・スコウは木材と木炭を扱う事業を興し、母のアン・マーグレーテ・スコウは父の死後その事業を受け継いだ。
スコウは15歳の時にジーランド島のハスレブにある全寮制学校に入校した。1944年にはコペンハーゲン大学薬学部を卒業し、1954年に博士号を取得した。1947年からはオーフス大学で働き始め、1977年に生物物理学の教授に任じられた。1988年に退職してからもオーフス大学にオフィスを持っている。
1997年に、Na+/K+-ATPアーゼ（ナトリウム-カリウムポンプ）の発見の功績によってポール・ボイヤー、ジョン・E・ウォーカーとともにノーベル化学賞を受賞した。
スコウは1950年代の初めに麻酔学を修めた。彼は物質の麻酔作用は細胞膜の脂質層への溶解度と関連し、麻酔物質は当時タンパク質だと推定されていたナトリウムチャネルを開くことを発見した。彼はこの作用がナトリウムイオンの移動に影響を与え、神経細胞を沈静化し、麻酔作用が表れると主張した。
スコウは、他の種類の膜タンパク質も麻酔物質が細胞膜の脂質層に溶けこむことによる影響を受けるはずだと考えた。そして細胞膜に埋め込まれた酵素を直接観測し、その性質が麻酔物質の影響を受けるかどうか確かめるという実験のアイデアを得た。そこで、カニの神経細胞のATPアーゼの観察を行った。
酵素は観察できたが、その活性はとても変わりやすく、研究には高い活性を持つ酵素を必要とした。ついに彼は、ATPアーゼの活性はナトリウムイオンとカリウムイオンとマグネシウムイオンの比が特定の値になった時に最も高まることを発見した。彼は、この酵素はナトリウムイオンとカリウムイオンが細胞膜を通過する時に何らかの働きをしているということに気づいた。このアイデアは何年も前に主張されていたものだが、メカニズムは全く分かっていなかった。
彼は発見したことを論文にまとめたが、用心深く、酵素がイオンの移動に関係することだけに記述をとどめ、｢ナトリウム-カリウムポンプ｣という言葉をタイトルから外した。実際、この時は徐々に発見の重要性に気づいていった段階であって、これ以降も麻酔学の研究を続けた。
1958年、スコウはコリンエステラーゼに関する研究結果を発表するためにウィーンで行われた学会に出席した。そこで彼は、赤血球のナトリウム-カリウムポンプの研究を行っていたロバート・ポストと出会った。ポストは、2分子のカリウムイオンが細胞内に汲み入れられると同時に3分子のナトリウムイオンが細胞外に汲み出されることを発見していて、今日ではポンプの阻害剤として知られるウアバインを用いて実験を行っていた。
ポストはスコウの論文は読んでいなかったが、スコウがATPアーゼで行った実験について話すと興奮して聞き入った。ポストは、その酵素はウアバインで阻害されるか尋ねた。スコウはこの時点ではウアバインが阻害作用を示すかどうか知らなかったが、すぐに研究室に電話し、実験を行うように指示した。ウアバインは実際に酵素を阻害し、酵素とナトリウム-カリウムポンプが繋がった。
2018年5月28日にオーフスにて死去。99歳没。